# Johnny Buchler
John Ulrich Buchler, plus connu simplement comme Johnny Buchler, né le 7 avril 1930 à Johannesbourg (Afrique du Sud) et mort le 1er août 2017 à Roodepoort (Afrique du Sud), est un joueur de rugby à XV qui a joué avec l'équipe d'Afrique du Sud. Il évoluait au poste d'arrière.
Il a disputé son premier test match le 24 novembre 1951 contre l'Écosse. Il joua son dernier test match contre les Australiens le 2 juin 1956.
Les Springboks font une tournée en Grande-Bretagne, en Irlande et en France en 1951-1952. 
Les Springboks de 1951-1952 ont marqué l'histoire. Ils l'emportent sur l’Écosse 44-0, l'Irlande 17-5, sur le pays de Galles 6-3, ils gagnent l'Angleterre 8-3. Ils gagnent ensuite à Paris 25-3 contre la France après une victoire contre les Barbarians. 
Johnny Buchler fait partie de cette tournée. 
En 1953, les Springboks disputent une série de quatre matchs contre les Wallabies et pour le premier test à l'Ellis Park, c'est une victoire de l'Afrique du Sud 25-3. Les Australiens sortent applaudis debout le 5 septembre 1953 à Newlands au Cap après une victoire 18-14 dans le 2e test. Le capitaine wallaby John Solomon est porté en triomphe par deux joueurs sud-africains. C'était la première défaite des Springboks depuis 15 ans et 1938,. Les deux matchs suivants se traduisent par deux victoires sud-africaines.
Johnny Buchler joue les quatre matchs.
En dix matches, il compte neuf victoires et une défaite. 
Il a évolué avec le Transvaal avec qui il dispute la Currie Cup.   

## Palmarès
- Dix test matchs avec l'équipe d'Afrique du Sud.
- Neuf victoires, une défaite.
- Un drop, une transformation, une pénalité.
- Test matchs par année : trois en 1951, deux en 1952, quatre en 1953, un en 1956.

- Grand chelem 1951-1952.